# Tala Restrepo
Tala Restrepo (Medellín, Antioquia, 9 de abril de 1974) es una modelo profesional y empresaria colombiana.

## Carrera
Restrepo nació en Medellín, Colombia. Al cumplir 16 años realizó una sesión fotográfica con el reconocido fotógrafo Pablo Ramirez, el cual la animó a llevar las fotografías a una agencia de modelos llamada Informa, al darse cuenta de su potencial frente a las cámaras. Al poco tiempo Tala fue contactada por la agencia e inició su carrera en el modelaje.
Trabajó en campañas publicitarias del reconocido diseñador Óscar de la Renta en Estados Unidos, Italia, México y Chile. Además de desempeñarse en el mundo del modelaje, Tala fundó su propia marca de artículos decorativos llamada Tala Restrepo en el 2012. La marca comercializa productos para el hogar como cojines, portavasos, individuales para mesa y hamacas. Sus productos son fabricados en Colombia.

## Vida personal
A los 35 años dio a luz a su primer hijo, Antonio.